# The Little Drummer Boy
A The Little Drummer Boy (eredeti címe: „Carol of the Drum”) egy népszerű amerikai karácsonyi dal, amelyet Katherine Kennicott Davis amerikai zeneszerző írt 1941-ben. Először 1951-ben rögzítette a Trapp Family énekegyüttes. A dal a Harry Simeone 1958-as felvétele tette népszerűvé. A Simeone-verziót több éven át újra és újra kiadták.
A dalszövegekben az énekes elmeséli, hogy szegény fiatal fiúként hogyan hívták meg a „Három királyok” Jézus megszületésékor. A kisdobos ajándékot nem tudott ugyan a csecsemőnek vinni, de „a legjobban játszottam neki, és rámmosolygott”.
A dal egyik leghíresebb felvétele a Bing Crosby és David Bowie által 1977-ben előadott duett. Bing Crosby néhány héttel a felvétel után meghalt. 1977 karácsonyán a televízióban megszólalt a dal. Ez lett Bing Crosby legsikeresebb felvétele a White Christmas óta.

## Híres felvételek
Alanis Morissette, Al Bano & Romina Power, Gaby Albrecht, Peter Alexander, The Almost, Tori Amos, Apocalyptica, Tom Astor, Joan Baez, Justin Bieber, Björn Again, Roy Black, Paul Brandt, Boney M., Glen Campbell, Johnny Cash és Neil Young duettben, Celtic Woman, Ray Charles, Perry Como, Ray Conniff, The Cranberries, a Crash Test Dummies, The Crusaders, The Dandy Warhols, John Denver, Destiny’s Child, Neil Diamond, Marlene Dietrich, Sacha Distel, Bob Dylan, El Vez, José Feliciano, Rainhard Fendrich, Helene Fischer, Flaming Lips, Four Tops, Rudy Giovannini, Goombay Dance Band, Karel Gott, Rocco Granata, Emmylou Harris, Heino, Heintje, Jimi Hendrix, Susanna Yoko Henkel, Jonny Hill, Whitney Houston & Bobbi Kristina Brown, Burl Ives, The Jackson 5, Jars of Clay, Wyclef Jean, Joan Jett, Claudia Jung, Udo Jürgens, Bert Kaempfert, The Kelly Family, The King’s Singers, Cyndi Lauper, Vicky Leandros, Low, Mireille Mathieu, Johnny Mathis, Maybebop, Michelle, New Kids on the Block, Esther & Abi Ofarim, Dolly Parton, Pentatonix, Wolfgang Petry, Elvis Presley, André Rieu, RuPaul, Rush, Bob Seger, Frank Sinatra, Jessica Simpson, Supremes, Ringo Starr, Stryper, a Temptations, Tennessee Ernie Ford, a Toten Hosen, Roger Whittaker, a Bécsi fiúkórus, Stevie Wonder, Gheorghe Zamfir.